# ホルヘ・ブスタマンテ
ホルヘ・アグスティン・ブスタマンテ・フェルナンデス（スペイン語: Jorge Agustín Bustamante Fernández）は、メキシコの社会学者である。
2005年から2011年まで、移民の人権に関する国連特別報告者を務めた。2010年3月23日-31日、日本政府の承認を得て同国の状況について関係者に聞き取り調査を行い、最終日の31日に東京都内で記者会見、以下のように述べた。
- 職場・学校・医療機関・家庭などで、国籍に基づく人種主義や差別意識が根強く残っている[3]。
- 憲法や法律が在留外国人保護において効果的に機能しておらず、人種差別を防止・撲滅するための特別な法整備をすべきである[3]。
- 外国人研修制度と技能実習制度について、低賃金・長時間労働で搾取されている実態があり、プログラムを中止すべきである[3]。
- 不法移民や難民が長年にわたって収容される場合があるが、本国送還までの期限を設けるべきである[3]。

2011年5月-6月の国際連合人権理事会第17会期で、14分野にわたる課題と21項目に及ぶ勧告とを含む公式訪日調査報告書が公表された。